# 무역구제
무역구제(貿易救濟, trade remedies)는 무역 피해를 구제할 수 있는 장치이다. 무역은 일반적으로 교역하는 양국에 이익을 주지만, 갑작스런 가격 변동으로 인해 수입이 급증한다거나 수출기업이 덤핑을 한다거나 할 경우 수입국은 원치않은 피해를 입게 된다.
WTO 협정에는 GATT 1994 XIX조와 세이프가드 협정(Safeguard Agreement)에서 세이프가드를 다루고 있고, GATT 1994 VI조와 반덤핑협정(Anti-Dumping Agreement)에서 반덤핑과 상계관세를 다룬다. 
자유무역협정(Free Trade Agreement)에는 무역구제(Trade Remedies) 챕터가 별도로 구성되는 경우가 많다. 예를 들어, 한-미 FTA 제10장이 무역구제 챕터이다.

## 세이프가드
세이프가드(Safeguard)는 특정 품목의 수입이 급증하여 국내 업계에 중대한 손실이 발생하거나 그 우려가 있을 경우 GATT 가맹국이 발동하는 긴급 수입제한조치이다. 미국과 멕시코 간 무역협정에 규정되었던 면책조항이 모델이 되어 GATT 제 19조로 도입됨으로써 국제규범으로 자리잡게 되었다.
수입물품의 수량 제한, 관세율 조정, 국내산업의 구조조정을 촉진시키기 위한 금융 등의 지원이 있다.
대한민국의 경우 세이프가드 제도는 '불공정무역행위조사 및 산업피해구제에 관한 법률'과 'WTO 세이프가드협정' 및 1994년도 GATT 제 19조에 법적 근거를 두고 운영되고 있고, 산업자원부, 무역위원회가 조사 및 판정업무를 수행하고 있다.